# نورسه ایر
نورسه ایر (به انگلیسی: Norse Air) یک شرکت هواپیمایی است که در تاریخ ۱۹۹۲ میلادی تأسیس شده است. دفتر مرکزی نورسه ایر در ژوهانسبورگ، آفریقای جنوبی واقع شده‌است و قطب این شرکت هواپیمایی در فرودگاه بین‌المللی لانسریا قرار دارد.